# 링컨 윤스
링컨 윤스(Lincoln Younes, 1992년 1월 31일 ~ )는 오스트레일리아의 배우이다.